# UNI HOBBY
UNI HOBBY je český hobby obchodní řetězec. Markety provozovala akciová společnost GLOBAL STORES a.s., která patřila českému miliardáři Jiřímu Šimáněmu.

## Prodejny
Společnost Uni Hobby koupila svůj první market ve Valašském Meziříčí v roce 2010. V současnosti (2021) společnost provozuje deset marketů a centrálu v Praze. V každé prodejně se nachází čtyři sekce - stavba, zahrada, bydlení a technika.

### Seznam prodejen
- Valašské Meziříčí
- Brno
- Zlín
- Pardubice
- České Budějovice
- Jihlava (2013)
- Staré Město u Uherského Hradiště (2014)
- Hodonín
- Chomutov (2017)
- Svitavy (2019)
- Jindřichův Hradec (2026)